# Список населённых пунктов городского округа Коломна
В списке представлены населённые пункты городского округа Коломна Московской области. Перечень населённых пунктов, их наименование и тип даны в соответствии с Законом Московской области от 25 сентября 2020 года N 181/2020-ОЗ «О преобразовании городского округа Озёры Московской области и Коломенского городского округа Московской области, о статусе и установлении границы вновь образованного муниципального образования». 
На территории городского округа Коломна находятся 207 населённых пунктов: 2 города и 205 сельских населённых пунктов (в том числе 20 посёлков, 49 сёл и 136 деревень). 
| №   | Населённый пункт                    | Тип населённого пункта | Население (чел.) | Упразднённое муниципальное образование |
| --- | ----------------------------------- | ---------------------- | ---------------- | -------------------------------------- |
| 1   | Коломна                             | город                  | ↘132 247         | Коломенский городской округ            |
| 2   | Озёры                               | город                  | ↘23 826          | Городской округ Озёры                  |
| 3   | Акатьево                            | село                   | ↘1262            | Коломенский городской округ            |
| 4   | Александровка                       | деревня                | ↗50              | Городской округ Озёры                  |
| 5   | Амерево                             | село                   | ↗464             | Коломенский городской округ            |
| 6   | Андреевка                           | деревня                | ↗458             | Коломенский городской округ            |
| 7   | Андреевское                         | село                   | ↗119             | Коломенский городской округ            |
| 8   | Апраксино                           | деревня                | ↗110             | Коломенский городской округ            |
| 9   | Афанасьево                          | деревня                | ↗69              | Коломенский городской округ            |
| 10  | Бабурино                            | деревня                | ↘224             | Городской округ Озёры                  |
| 11  | Бакунино                            | деревня                | ↗278             | Коломенский городской округ            |
| 12  | Барановка                           | деревня                | ↗107             | Коломенский городской округ            |
| 13  | Бардино                             | деревня                | ↗5               | Городской округ Озёры                  |
| 14  | Бебехово                            | деревня                | ↗13              | Городской округ Озёры                  |
| 15  | Бело-Колодезский участок            | посёлок                | ↗79              | Городской округ Озёры                  |
| 16  | Белые Колодези                      | село                   | ↗228             | Городской округ Озёры                  |
| 17  | Берняково                           | деревня                | ↗32              | Коломенский городской округ            |
| 18  | Биорки                              | посёлок                | ↗2099            | Коломенский городской округ            |
| 19  | Богдановка                          | деревня                | ↗251             | Коломенский городской округ            |
| 20  | Богородское                         | деревня                | ↗13              | Коломенский городской округ            |
| 21  | Боково-Акулово                      | деревня                | ↘90              | Городской округ Озёры                  |
| 22  | Болдаевка                           | деревня                | →6               | Городской округ Озёры                  |
| 23  | Болобново                           | деревня                | ↘17              | Городской округ Озёры                  |
| 24  | Большое Карасёво                    | деревня                | ↗79              | Коломенский городской округ            |
| 25  | Большое Колычёво                    | село                   | ↘121             | Коломенский городской округ            |
| 26  | Большое Уварово                     | деревня                | ↘219             | Городской округ Озёры                  |
| 27  | Борисово                            | деревня                | ↗95              | Коломенский городской округ            |
| 28  | Борисовское                         | деревня                | ↗150             | Коломенский городской округ            |
| 29  | Бортниково                          | деревня                | ↘6               | Коломенский городской округ            |
| 30  | Бояркино                            | село                   | ↗817             | Городской округ Озёры                  |
| 31  | Бузуково                            | деревня                | ↗4               | Коломенский городской округ            |
| 32  | Бутьково                            | деревня                | ↗27              | Городской округ Озёры                  |
| 33  | Варищи                              | деревня                | ↘15              | Городской округ Озёры                  |
| 34  | Васильево                           | село                   | ↗222             | Коломенский городской округ            |
| 35  | Верхнее Хорошово                    | деревня                | ↗96              | Коломенский городской округ            |
| 36  | Возрождение                         | посёлок                | ↘434             | Коломенский городской округ            |
| 37  | Воловичи                            | деревня                | ↗16              | Коломенский городской округ            |
| 38  | Ворыпаевка                          | деревня                | ↗72              | Коломенский городской округ            |
| 39  | Гололобово                          | село                   | ↗309             | Коломенский городской округ            |
| 40  | Горки                               | село                   | ↗129             | Коломенский городской округ            |
| 41  | Горностаево                         | деревня                | ↗76              | Коломенский городской округ            |
| 42  | Городец                             | село                   | ↗343             | Коломенский городской округ            |
| 43  | Городище-Юшково                     | деревня                | ↗92              | Коломенский городской округ            |
| 44  | Городки                             | деревня                | ↘51              | Коломенский городской округ            |
| 45  | Горы                                | село                   | ↗1211            | Городской округ Озёры                  |
| 46  | Грайвороны                          | деревня                | ↗28              | Коломенский городской округ            |
| 47  | Гришино                             | деревня                | ↗89              | Коломенский городской округ            |
| 48  | Губастово                           | деревня                | ↘472             | Коломенский городской округ            |
| 49  | Дарищи                              | село                   | ↗39              | Коломенский городской округ            |
| 50  | Дворики                             | деревня                | ↗43              | Коломенский городской округ            |
| 51  | Дмитровцы                           | село                   | ↘66              | Коломенский городской округ            |
| 52  | Доношово                            | деревня                | ↘19              | Городской округ Озёры                  |
| 53  | Дубенки                             | деревня                | ↗12              | Коломенский городской округ            |
| 54  | Дубна                               | деревня                | ↗30              | Коломенский городской округ            |
| 55  | Дуброво                             | деревня                | ↘8               | Коломенский городской округ            |
| 56  | Дулебино                            | деревня                | ↗26              | Городской округ Озёры                  |
| 57  | Елино                               | деревня                | ↗202             | Коломенский городской округ            |
| 58  | Емельяновка                         | деревня                | ↘718             | Городской округ Озёры                  |
| 59  | Ерково                              | деревня                | ↗21              | Коломенский городской округ            |
| 60  | Жиливо                              | деревня                | ↗94              | Городской округ Озёры                  |
| 61  | Запрудный                           | посёлок                | ↘125             | Коломенский городской округ            |
| 62  | Заречный                            | посёлок                | ↘673             | Коломенский городской округ            |
| 63  | Зарудня                             | деревня                | ↗1572            | Коломенский городской округ            |
| 64  | Захаркино                           | деревня                | ↘4               | Коломенский городской округ            |
| 65  | Зиновьево                           | деревня                | ↗43              | Коломенский городской округ            |
| 66  | Змеево                              | деревня                | ↗7               | Коломенский городской округ            |
| 67  | Игнатьево                           | деревня                | ↗33              | Коломенский городской округ            |
| 68  | Ильинское                           | деревня                | ↘0               | Коломенский городской округ            |
| 69  | Индустрия                           | посёлок                | ↘980             | Коломенский городской округ            |
| 70  | Исаиха                              | деревня                | ↘1               | Коломенский городской округ            |
| 71  | Каблучки                            | деревня                | ↗6               | Городской округ Озёры                  |
| 72  | Каменка                             | деревня                | →7               | Коломенский городской округ            |
| 73  | Каменка                             | посёлок                | ↘2               | Коломенский городской округ            |
| 74  | Каменка                             | село                   | ↗49              | Городской округ Озёры                  |
| 75  | Климово                             | деревня                | ↗26              | Городской округ Озёры                  |
| 76  | Клинское                            | деревня                | ↗9               | Городской округ Озёры                  |
| 77  | Клишино                             | село                   | ↘336             | Городской округ Озёры                  |
| 78  | Кобяково                            | деревня                | ↗6               | Городской округ Озёры                  |
| 79  | Колодкино                           | деревня                | ↘22              | Коломенский городской округ            |
| 80  | Комарёво                            | село                   | ↗104             | Городской округ Озёры                  |
| 81  | Комлево                             | деревня                | ↘3               | Коломенский городской округ            |
| 82  | Конев-Бор                           | деревня                | ↗80              | Коломенский городской округ            |
| 83  | Коробчеево                          | село                   | ↗520             | Коломенский городской округ            |
| 84  | Коростыли                           | деревня                | →0               | Коломенский городской округ            |
| 85  | Кочаброво                           | деревня                | ↘1               | Коломенский городской округ            |
| 86  | Кудрино                             | деревня                | →1               | Городской округ Озёры                  |
| 87  | Кудрявцево                          | деревня                | ↘11              | Коломенский городской округ            |
| 88  | Куземкино                           | деревня                | ↘14              | Коломенский городской округ            |
| 89  | Лёдово                              | деревня                | ↘27              | Городской округ Озёры                  |
| 90  | Лесной                              | посёлок                | ↘1659            | Коломенский городской округ            |
| 91  | Липитино                            | деревня                | ↗40              | Городской округ Озёры                  |
| 92  | Лукерьино                           | село                   | ↘543             | Коломенский городской округ            |
| 93  | Лыково                              | деревня                | ↘7               | Коломенский городской округ            |
| 94  | Лысцево                             | село                   | ↘136             | Коломенский городской округ            |
| 95  | Люблино                             | деревня                | ↗2               | Городской округ Озёры                  |
| 96  | Макшеево                            | село                   | ↗50              | Коломенский городской округ            |
| 97  | Маливо                              | село                   | ↗166             | Коломенский городской округ            |
| 98  | Малое Карасёво                      | деревня                | ↗279             | Коломенский городской округ            |
| 99  | Малое Уварово                       | деревня                | ↗47              | Коломенский городской округ            |
| 100 | Малышево                            | деревня                | ↘3               | Коломенский городской округ            |
| 101 | Марково                             | деревня                | ↗37              | Городской округ Озёры                  |
| 102 | Михеево                             | посёлок                | ↗1               | Коломенский городской округ            |
| 103 | Михеево                             | деревня                | ↘4               | Коломенский городской округ            |
| 104 | Молитвино                           | деревня                | ↘66              | Коломенский городской округ            |
| 105 | Молодинки                           | деревня                | ↘60              | Коломенский городской округ            |
| 106 | Морозовка                           | деревня                | ↘8               | Коломенский городской округ            |
| 107 | Мостищи                             | деревня                | ↗77              | Коломенский городской округ            |
| 108 | Мощаницы                            | деревня                | ↘90              | Городской округ Озёры                  |
| 109 | Мякинино                            | деревня                | ↗7               | Коломенский городской округ            |
| 110 | Мячково                             | село                   | ↘197             | Коломенский городской округ            |
| 111 | Найдено                             | деревня                | ↗20              | Городской округ Озёры                  |
| 112 | Настасьино                          | деревня                | ↗50              | Коломенский городской округ            |
| 113 | Негомож                             | деревня                | ↗2493            | Коломенский городской округ            |
| 114 | Непецино                            | посёлок станции        | ↘61              | Коломенский городской округ            |
| 115 | Непецино                            | село                   | ↘2359            | Коломенский городской округ            |
| 116 | Нестерово                           | деревня                | ↗31              | Коломенский городской округ            |
| 117 | Нижнее Хорошово                     | село                   | ↘1620            | Коломенский городской округ            |
| 118 | Никульское                          | село                   | ↗272             | Коломенский городской округ            |
| 119 | Новая                               | деревня                | ↘173             | Коломенский городской округ            |
| 120 | Новое                               | деревня                | →0               | Коломенский городской округ            |
| 121 | Новое Бобренево                     | село                   | ↗37              | Коломенский городской округ            |
| 122 | Новопокровское                      | деревня                | ↘47              | Коломенский городской округ            |
| 123 | Новоселки                           | посёлок                | ↘11              | Коломенский городской округ            |
| 124 | Новоселки                           | деревня                | ↗16              | Коломенский городской округ            |
| 125 | Облезьево                           | деревня                | ↗100             | Городской округ Озёры                  |
| 126 | Октябрьское                         | село                   | ↗393             | Коломенский городской округ            |
| 127 | Осёнка                              | посёлок                | ↘96              | Коломенский городской округ            |
| 128 | Павлеево                            | деревня                | ↘6               | Коломенский городской округ            |
| 129 | Паново                              | деревня                | ↗114             | Коломенский городской округ            |
| 130 | Паньшино                            | деревня                | ↗25              | Коломенский городской округ            |
| 131 | Парфентьево                         | село                   | ↗825             | Коломенский городской округ            |
| 132 | Паткино                             | деревня                | ↘14              | Городской округ Озёры                  |
| 133 | Первомайский                        | посёлок                | ↘1103            | Коломенский городской округ            |
| 134 | Пески                               | посёлок                | ↘3277            | Коломенский городской округ            |
| 135 | Пестриково                          | село                   | ↗500             | Коломенский городской округ            |
| 136 | Петрово                             | деревня                | ↘9               | Коломенский городской округ            |
| 137 | Печенцино                           | деревня                | ↘2               | Коломенский городской округ            |
| 138 | Пирочи                              | село                   | ↘1451            | Коломенский городской округ            |
| 139 | Подберезники                        | село                   | ↘10              | Коломенский городской округ            |
| 140 | Подлужье                            | деревня                | ↗133             | Коломенский городской округ            |
| 141 | Подмалинки                          | деревня                | ↘11              | Коломенский городской округ            |
| 142 | Подосинки                           | деревня                | ↘31              | Коломенский городской округ            |
| 143 | Полубояриново                       | деревня                | ↘1               | Коломенский городской округ            |
| 144 | Полурядинки                         | село                   | ↘885             | Городской округ Озёры                  |
| 145 | Шлюза «Северка»                     | посёлок                | ↘23              | Коломенский городской округ            |
| 146 | Проводник                           | посёлок                | ↘1018            | Коломенский городской округ            |
| 147 | Протасово                           | село                   | ↘174             | Городской округ Озёры                  |
| 148 | Пруссы                              | село                   | ↗7               | Коломенский городской округ            |
| 149 | Радужный                            | посёлок                | ↗2655            | Коломенский городской округ            |
| 150 | Реброво                             | деревня                | ↘5               | Городской округ Озёры                  |
| 151 | Редькино                            | село                   | ↘568             | Городской округ Озёры                  |
| 152 | Речицы                              | деревня                | →8               | Городской округ Озёры                  |
| 153 | Речки                               | деревня                | ↗63              | Коломенский городской округ            |
| 154 | Рождественка                        | деревня                | ↗11              | Коломенский городской округ            |
| 155 | Романовка                           | деревня                | ↘3               | Коломенский городской округ            |
| 156 | Рудаково                            | деревня                | ↗14              | Городской округ Озёры                  |
| 157 | Санино                              | деревня                | ↗227             | Коломенский городской округ            |
| 158 | Свиридоново                         | деревня                | ↗17              | Городской округ Озёры                  |
| 159 | Северское                           | село                   | ↗269             | Коломенский городской округ            |
| 160 | Сельниково                          | деревня                | ↗936             | Коломенский городской округ            |
| 161 | Сельцо-Петровское                   | деревня                | ↗19              | Коломенский городской округ            |
| 162 | Семёновское                         | деревня                | ↘60              | Коломенский городской округ            |
| 163 | Семёновское                         | посёлок                | ↘8               | Коломенский городской округ            |
| 164 | Семибратское                        | деревня                | ↘86              | Коломенский городской округ            |
| 165 | Сенницы-1                           | село                   | ↗98              | Городской округ Озёры                  |
| 166 | Сенницы-2                           | село                   | ↘61              | Городской округ Озёры                  |
| 167 | Сенцово                             | деревня                | ↗14              | Городской округ Озёры                  |
| 168 | Сеньково                            | село                   | ↘255             | Городской округ Озёры                  |
| 169 | Сергиевский                         | посёлок                | ↘3197            | Коломенский городской округ            |
| 170 | Сергиевское                         | село                   | ↗602             | Коломенский городской округ            |
| 171 | Смедово                             | деревня                | ↗71              | Городской округ Озёры                  |
| 172 | Солосцово                           | деревня                | ↗97              | Коломенский городской округ            |
| 173 | Сосновка                            | село                   | ↘401             | Городской округ Озёры                  |
| 174 | Старое                              | деревня                | ↗10              | Городской округ Озёры                  |
| 175 | Старое Бобренево                    | село                   | ↘228             | Коломенский городской округ            |
| 176 | Стояньево                           | деревня                | ↘13              | Городской округ Озёры                  |
| 177 | Стребково                           | деревня                | ↘2               | Городской округ Озёры                  |
| 178 | Субботово                           | деревня                | ↗23              | Коломенский городской округ            |
| 179 | Сурино                              | деревня                | ↗18              | Коломенский городской округ            |
| 180 | Сычёво                              | деревня                | ↗279             | Коломенский городской округ            |
| 181 | Тарбушево                           | деревня                | ↘588             | Городской округ Озёры                  |
| 182 | Тимирёво                            | деревня                | ↘31              | Коломенский городской округ            |
| 183 | Трегубово                           | деревня                | ↘9               | Городской округ Озёры                  |
| 184 | Троицкие Озёрки                     | село                   | ↗147             | Коломенский городской округ            |
| 185 | Туменское                           | деревня                | ↘67              | Коломенский городской округ            |
| 186 | Угорная Слобода                     | деревня                | ↘1               | Коломенский городской округ            |
| 187 | Ульяновка                           | деревня                | ↗2               | Коломенский городской округ            |
| 188 | Федосьино                           | село                   | ↘147             | Коломенский городской округ            |
| 189 | Фофаново                            | деревня                | ↗9               | Городской округ Озёры                  |
| 190 | Фроловское                          | село                   | ↘56              | Городской округ Озёры                  |
| 191 | Хлопна                              | деревня                | ↘0               | Коломенский городской округ            |
| 192 | Холмы                               | деревня                | ↗86              | Городской округ Озёры                  |
| 193 | Храброво                            | деревня                | ↗13              | Городской округ Озёры                  |
| 194 | центральной усадьбы совхоза «Озёры» | посёлок                | ↘2038            | Городской округ Озёры                  |
| 195 | Чанки                               | село                   | ↗552             | Коломенский городской округ            |
| 196 | Черкизово                           | село                   | ↗1790            | Коломенский городской округ            |
| 197 | Чиликино                            | деревня                | ↘2               | Городской округ Озёры                  |
| 198 | Чуркино                             | деревня                | ↘11              | Коломенский городской округ            |
| 199 | Шапкино                             | деревня                | ↗34              | Коломенский городской округ            |
| 200 | Шейно                               | деревня                | →0               | Коломенский городской округ            |
| 201 | Шелухино                            | деревня                | ↗21              | Коломенский городской округ            |
| 202 | Шеметово                            | село                   | ↘663             | Коломенский городской округ            |
| 203 | Шереметьево                         | деревня                | ↗3               | Коломенский городской округ            |
| 204 | Шкинь                               | село                   | ↘79              | Коломенский городской округ            |
| 205 | Щепотьево                           | деревня                | ↗88              | Коломенский городской округ            |
| 206 | Щурово                              | деревня                | 21               | Коломенский городской округ            |
| 207 | Якшино                              | деревня                | ↗50              | Городской округ Озёры                  |